# Periacma kunai
Periacma kunai (лат.) — вид молевидных бабочек рода Periacma из семейства Autostichidae. Китай (Юньнань), Таиланд.

## Описание
Размах крыльев 19,5 мм. Основная окраска желтовато-коричневая и чёрная. Мезонотум оранжево-жёлтый, с пурпурно-серыми чешуйками в центральной части; тегулы оранжево-жёлтые, с тёмными пурпурно-серыми мешочками. Переднее крыло оранжево-жёлтое, с тёмно-коричневыми чешуйками, плотными между задним краем ячейки и верхом; отметины пурпурно-тёмно-коричневые: костальный край и верх с пятном в основании соответственно; удлинённая полоска от 1/4 базальной до 1/4 дистальной вдоль складки; дискальное пятно маленькое, плохо очерченное; постмедиальная фасция примерно от 3/8 костальной части до торнуса; апикальная фасция от вершины вдоль термитника приближается к постмедиальной фасции, внутренний край плохо очерчен; бахромка оранжево-жёлтая вдоль термитника, серая вокруг торнуса. Задние крылья и бахрома тёмно-серые, бахрома с жёлтой базальной линией. Ноги жёлтые, кроме трёх дистальных тарзомеров переднеспинки, чёрные; на вентральной поверхности передних ног с чёрными чешуйками на тазике и бедре; на верхней поверхности передние лапки с чёрными чешуйками на бедре и голени, с несколькими чёрными чешуйками на первом тарзомере, средние лапки с несколькими чешуйками на бедре, голени чёрные в основании и на дистальной половине, лапка чёрная в середине первого тарзомера и в основании других тарзомеров; на внешней поверхности голени задних лапок чёрные, лапка чёрная в середине первого тарзомера и в основании других тарзомеров.